# Alison Fairlie
Alison Anna Bowie Fairlie (* 23. Mai 1917 in Lerwick; † 21. Februar 1993 in Cambridge) war eine britische Romanistin und Literaturwissenschaftlerin.

## Leben und Werk
Alison Fairlie besuchte Schulen in Ardrossan, Dumfries und die Rydal Penrhos School in Colwyn Bay, und studierte ab 1935 bei Gustave Rudler am St Hugh's College, Oxford. Während des Zweiten Weltkriegs arbeitete sie in Bletchley Park als Spezialistin für die Sprachen der Achsenmächte (Deutsch, Italienisch und Japanisch).
Nach einem Parisaufenthalt promovierte sie 1943 mit der Arbeit Leconte de Lisle's poems on the barbarian races (Cambridge 1947) und lehrte am Girton College in Cambridge. Dort war sie Fellow (ab 1946), Lecturer für Französisch (ab 1948), Reader (ab 1967) und Professor of French von 1972 bis 1980.

Alison Fairlie wurde 1972 Honorary Fellow des St Hugh's College Oxford und 1984 Mitglied der British Academy.

## Weitere Werke
- Baudelaire, « Les Fleurs du mal ». A Study, London 1960, 1969, 1975
- Flaubert, « Madame Bovary », London 1962, 1969, 1973, 1976, 1983
- Imagination and language. Collected essays on Constant, Baudelaire, Nerval and Flaubert, hrsg. von Malcolm Bowie, Cambridge 1981 (darin « Constant romancier », S. 61–70, « admirable article » laut François Rosset: La triade amoureuse du romancier Constant, in: Cahiers de l'Association internationale des études francaises 48, 1996, S. 337–354, Anmerkung 3)